# Wehrschach
Wehrschach, auch Tak-Tik genannt, ist eine Schachvariante für zwei Spieler, die im Deutschland des Zweiten Weltkrieges bei Soldaten verbreitet war. Es wurde erstmals im April 1938 in der Illustrierten Deutschen Schülerzeitung vorgestellt und 1939 von Bernhard Lehnert in Berlin herausgegeben, der auch die Wehrschach-Sportleitung gründete.

## Geschichte
Eine Grundidee des in seinen Regeln an das chinesische Schach angelehnten Wehrschach wurde schon 1779 in der Zeitschrift Der Teutsche Merkur veröffentlicht. Aus dem Kriegsschachspiel des 18. Jahrhunderts hatten sich nach einigen Jahrzehnten Vorläufer der modernen militärischen Planspiele entwickelt.
Das Spiel wurde bereits vor dem Krieg beworben, etwa in Die Wehrmacht Nr. 11/1938. Zudem veröffentlichte Die Wehrmacht regelmäßig Wehrschach-Kompaktaufgaben und -lösungen ähnlich den Schachrätseln. Obwohl Wehrschach in einer Auflage von 25.000 Spielen erschien, wurden Zweifel geäußert, ob das Spiel tatsächlich derart weit verbreitet war, wie vom Herausgeber behauptet wurde. Der militaristische Habitus des Wehrschachs ähnelt dem Kampfschach, das 1933 von A. S. Yurgelevich in der stalinistischen Sowjetunion propagiert wurde.

## Spielweise

Spielbrett

Das Wehrschach bezog zwar militärische Bezeichnungen ein, wandelte aber letztlich nur die Schachregeln ab. Eine Besonderheit gegenüber den meisten anderen Schachvarianten besteht aber darin, dass man eine gegnerische Figur nur schlagen kann, wenn sie von mindestens zwei eigenen Figuren angegriffen wird.
Es wird auf einem Brett mit 11×11 Feldern gespielt, die durch zwei Diagonalen und zwei weitere Linien in mehrere Gebiete unterteilt sind. Hinzu kommen zwei Seengebiete auf den Feldern b5 und k7, die durch Wellenlinien gekennzeichnet sind und nur von den Fliegerfiguren passiert werden können. Das Spielmaterial besteht aus jeweils 18 blauen und roten Spielfiguren aus Kunstharz, die die Truppen und Waffen der Spieler symbolisierten, darunter die Hauptfigur in Form des Wehrmachtsadlers, die Jagdflieger, die Panzerkampfwagen, die Artillerie und die Infanteristen. Die Figuren können zumeist nur in orthogonaler Richtung ziehen, aber über unterschiedliche Entfernungen, je nach Figurentyp. Eine Ausnahme ist der Panzerkampfwagen, der auch ähnlich wie ein Springer ziehen kann.
Später während des 2. Weltkriegs wurde auch die „Wunderwaffe V2“ in das Spiel übernommen.
Ziel des Spiels ist es, entweder fünf beliebige Felder des Gegners mit „Erdwaffen“ einzunehmen oder die Hauptfigur des Gegners zu schlagen. Alternativ verliert der Gegner, wenn er weniger als fünf Erdwaffen übrig oder alle sechs Infanteristen verloren hat.

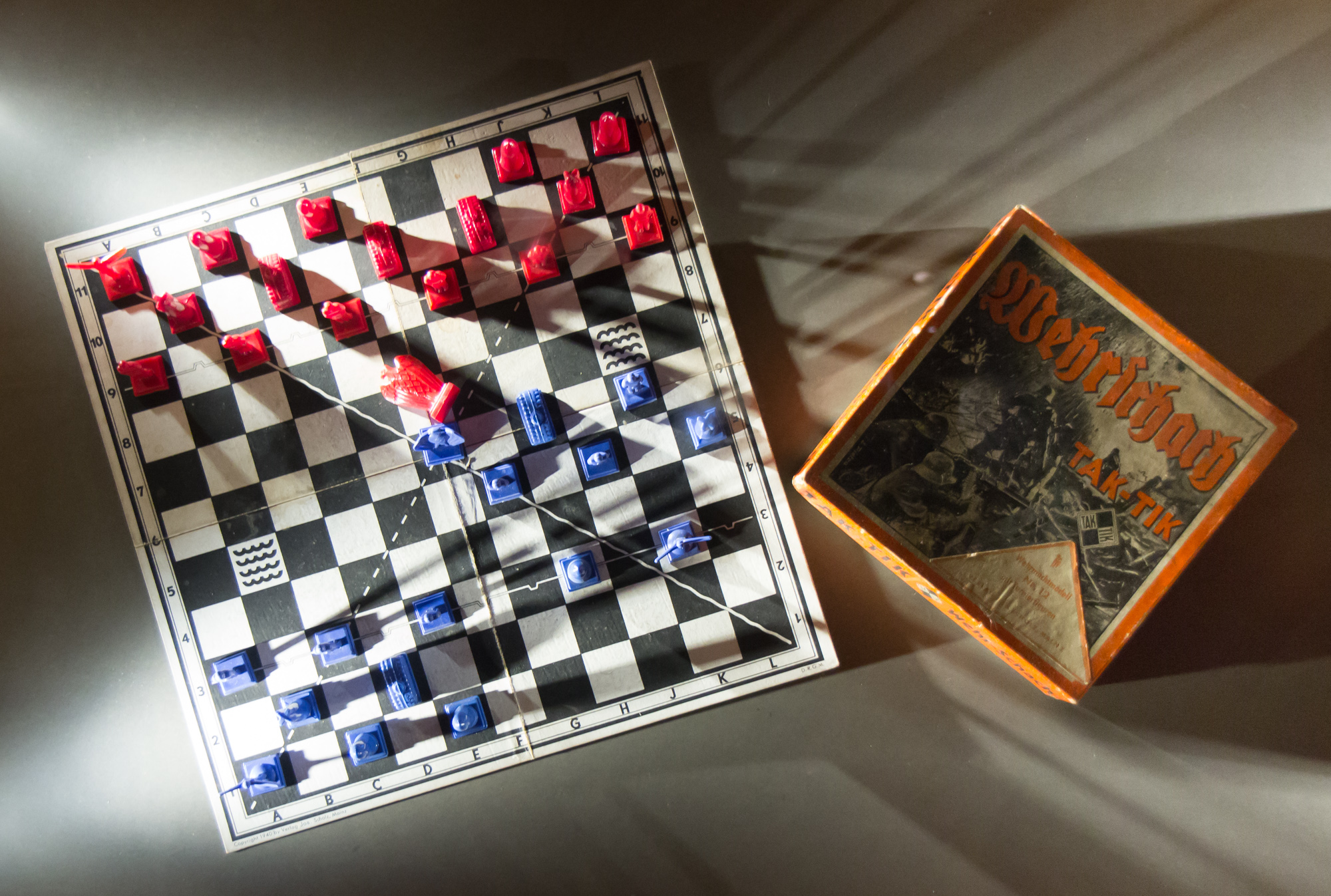
Wehrschach im Mémorial de Caen
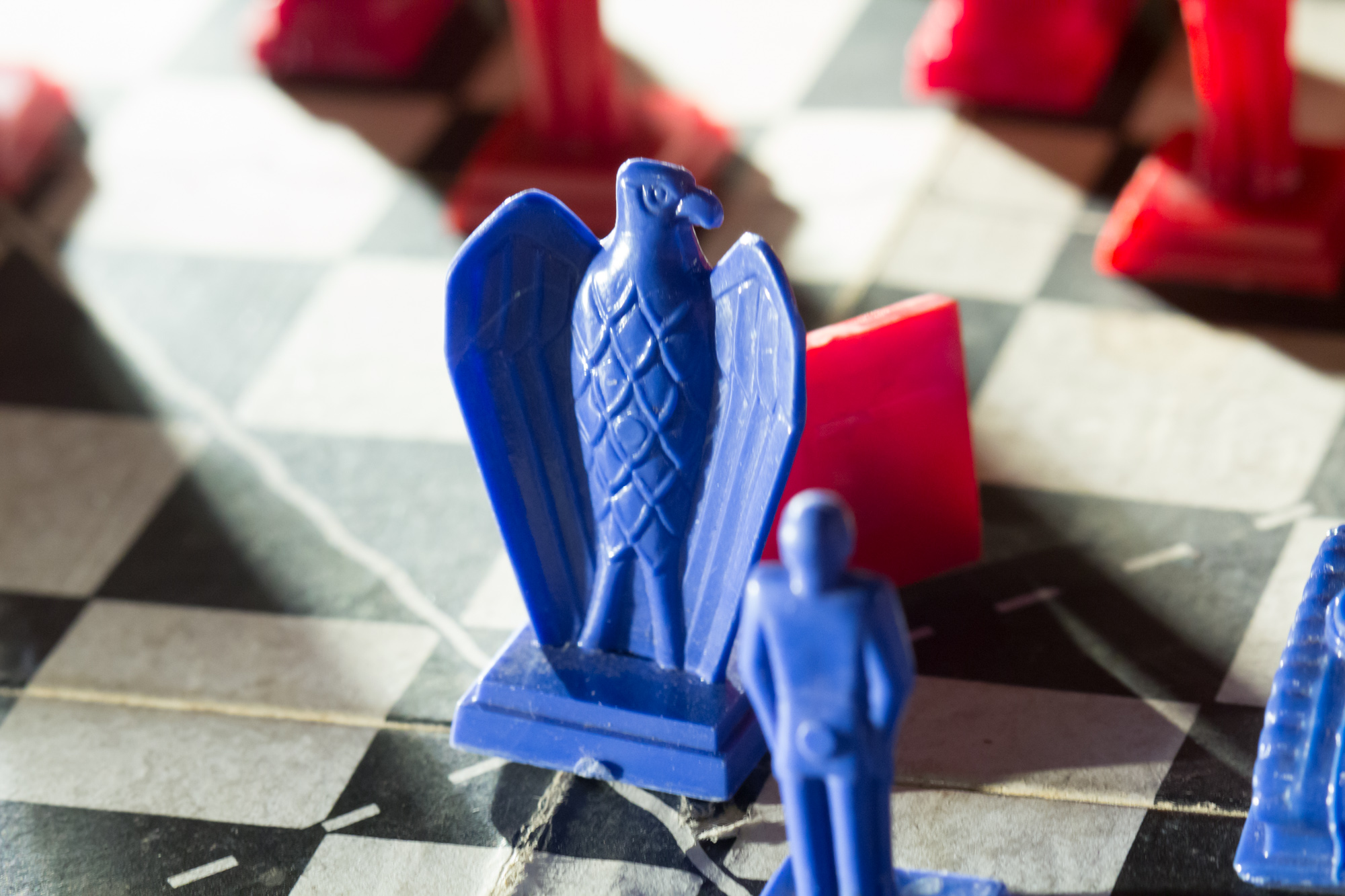
Wehrmachtsadler beim Wehrschach
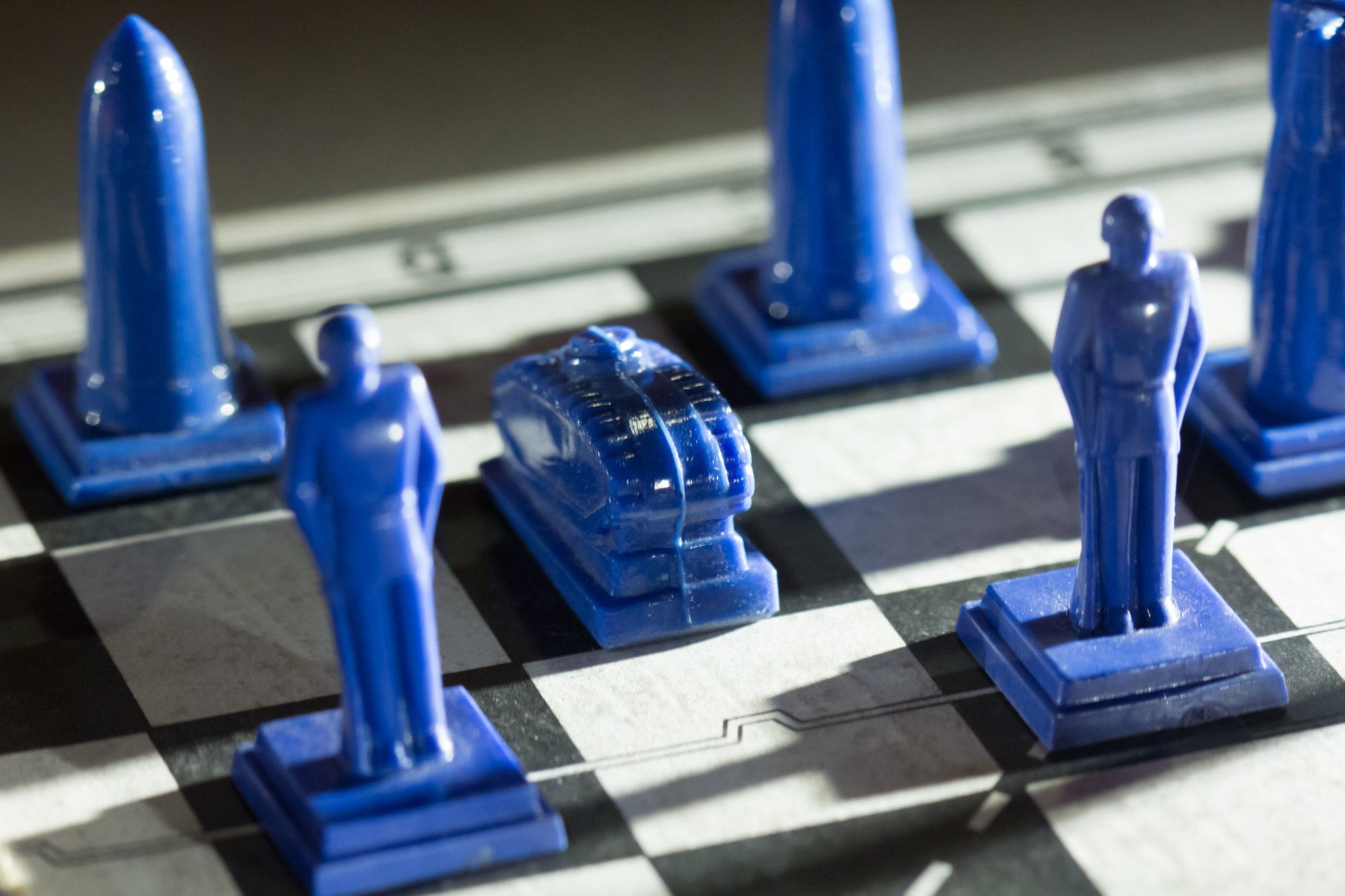
Wehrschachfiguren

## Zitat der deutschen Wehrschach-Sportleitung
„Wir begrüßen auch ferner die weitere rege Mitarbeit und Unterstützung seitens der Wehrschach-Sportler durch ständige Einsendung von Wehrschach-Problemen und Studienarbeiten über die Wehrschach-Problematik oder auch von fesselnden, interessanten Fotoaufnahmen aus dem Wehrschach Sportleben an der Front oder in der Heimat, die für eine Veröffentlichung in der Presse oder im Wehrschach-Handbuch geeignet ist.“ (Deutsche Wehrschach-Sportleitung (ca. 1941))